# سرود ملی فرانسه

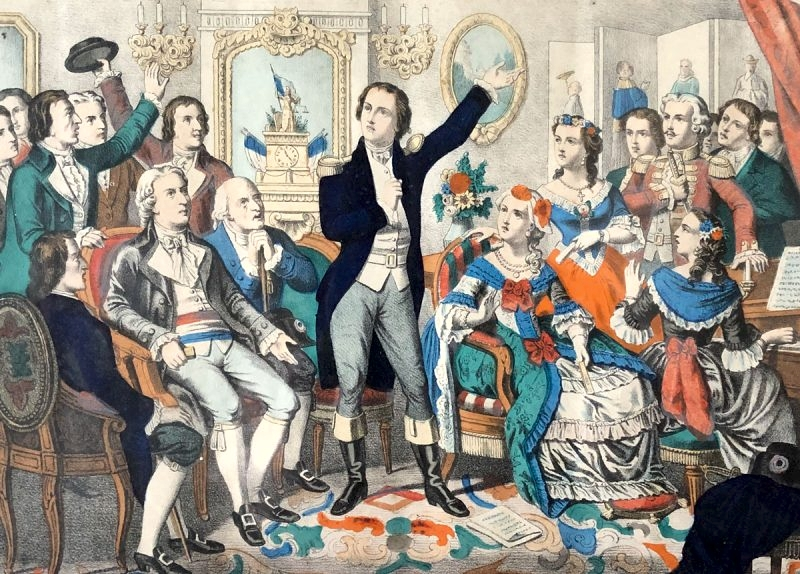
روژه دو لیل، سازنده سرود مارسییز، برای نخستین بار آن را برای حضار می‌خواند.

سرود مارسییز (به فرانسوی: La Marseillaise) نام سرود ملی کشور فرانسه است. این نام از نام شهر مارسی در فرانسه گرفته شده‌است. نام این سرود را در فارسی «مارسیز» و «مارسه‌یز» نیز نوشته‌اند.
روژه دو لیل (Rouget de Lisle) افسر ارتش فرانسه و یکی از انقلابیون آن کشور در سدهٔ ۱۹ سرود تاریخی و مهیج مارسییز را سروده که پس از آن سرود رسمی انقلاب فرانسه و سپس سرود ملی کشور فرانسه شد.

## متن سرود
| ترجمه فارسی بند اول فرزندان میهن بپاخیزید، روز شکوه و سرفرازی رسیده‌است. ستم، چشم در چشم ما، بیرق خونین‌اش را افراشته. به آوایی که از دشت‌ها می‌آید گوش سپار، نعرهٔ این سربازان هراس‌آور را می‌شنوی؟ می‌آیند که به میان شما بتازند، تا پسران، همسران و دوستانتان را از دم تیغ بگذرانند. (همسرایی) سلاح برگیرید! شهروندان! گُردان‌های رزم را تشکیل دهید! قدم رو، به پیش! بگذار تا خون پلشت دشمنانمان، شیارهای دشت‌هایمان را سیراب سازد. بند دوم چه می‌خواهند این اُردوی بردگان؟ این بردگانِ خائنان و شاهانِ توطئه‌گر؟ برای کیست این زنجیرهای شرم، این آهنینه‌های پیش آماده؟ فرانسه، برای ماست، آوَخ! چه وقاحتی! کدام روش، کدام راه را باید پیش گرفت؟ ماییم آنکه آنها جرئت سودا پروری درباره‌مان را یافته‌اند، تا به بردگی دیرین بازمان گردانند! (همسرایی) بند سوم چه! این دار و دستهٔ بیگانه، قانون‌گذار دادگاه ما شوند! چه! این جماعت مزدور، پسران رزم‌آور ما را تکه‌تکه کنند! خدای بزرگ! دست در زنجیر، پیشانی ما زیر یوغ خم خواهد شد. و خودکامگانِ پست، خود را سرورانِ سرنوشت خواهند یافت. (همسرایی) بند چهارم بلرزید! ای خائنان و ظالمان، ای مایهٔ شرم همه مردان نیک، بلرزید! نقشه‌های پدر کشی‌تان جزا داده خواهند شد. ما همه سربازانیم به کارزار شما، اگر دلاوران جوان ما بر خاک اُفتند، فرانسه قهرمانانی نو خواهد زاد، آمادهٔ پیوستن به کارزار با شما. (همسرایی) بند پنجم مردان فرانسوی، چو جنگجویان فداکار، آماجِ یورشِ شما را تاب می‌آورند و نگه می‌دارند، این بیچارگان فریب دیده را می‌بخشند، چرا که اکنون پشیمانند که بر ما تیغ کشیده‌اند. اما بخششی نیست برای آن ظالمان خونخوار، همدستان بوئیل، که چون دَد، بیرحمانه، زهدان مادرانمان را دریدند. (همسرایی) بند ششم اینک گاه خدمت به میهن است. وقتی پدرانمان دیگر نیستند، خاکستر آنان را آنجا خواهیم یافت، و نشان‌های فضیلت‌شان را. بیش از آن که به نجات یافتن خود خوش باشیم، بر به تابوت خُفتن آنان رَشک می‌بریم. باید این افتخار بلندمرتبه را داشته باشیم که به خونخواهی آنان برخیزیم یا به آنها بپیوندیم. (همسرایی) بند هفتم عشقِ مقدسِ میهن، سپاه دادگیر ما را رهبر خواهد بود. آزادی، آزادی گرانقدر، پایدار همراه پشتیبانان‌ات بمان، در لوای درفش ما، بگذار پیروزی شتاب کند و با صدای مردانه‌اش بانگ بردارد، تا دشمنانت، نَفَس به شماره افتاده و در دم مرگ، پیروزی تو و شکوهِ ما را ببینند! (همسرایی) | متن فرانسوی Couplet I Allons enfants de la Patrie, Le jour de gloire est arrivé! Contre nous de la tyrannie, L'étendard sanglant est levé, (bis) Entendez-vous dans les campagnes Mugir ces féroces soldats? Ils viennent jusque dans vos bras Egorger vos fils et vos compagnes! Refrain Aux armes, citoyens, Formez vos bataillons, Marchons, marchons! Qu'un sang impur Abreuve nos sillons! Couplet II Que veut cette horde d'esclaves De traîtres, de rois conjurés? Pour qui ces ignobles entraves Ces fers dès longtemps préparés? (bis) Français, pour nous, ah! quel outrage Quels transports il doit exciter? C'est nous qu'on ose méditer De rendre à l'antique esclavage! Refrain Couplet III Quoi ces cohortes étrangères! Feraient la loi dans nos foyers! Quoi! ces phalanges mercenaires Terrasseraient nos fils guerriers! (bis) Grand Dieu! par des mains enchaînées Nos fronts sous le joug se ploieraient De vils despotes deviendraient Les maîtres des destinées. Refrain Couplet IV Tremblez, tyrans et vous perfides L'opprobre de tous les partis Tremblez! vos projets parricides Vont enfin recevoir leurs prix! (bis) Tout est soldat pour vous combattre S'ils tombent, nos jeunes héros La France en produit de nouveaux, Contre vous tout prêts à se battre Refrain Couplet V Français, en guerriers magnanimes Portez ou retenez vos coups! Épargnez ces tristes victimes A regret s'armant contre nous (bis) Mais ces despotes sanguinaires, Mais ces complices de Bouillé Tous ces tigres qui, sans pitié Déchirent le sein de leur mère! Refrain Couplet VI Nous entrerons dans la carrière Quand nos aînés n'y seront plus, Nous y trouverons leur poussière Et la trace de leurs vertus (bis) Bien moins jaloux de leur survivre Que de partager leur cercueil, Nous aurons le sublime orgueil De les venger ou de les suivre! Refrain Couplet VII Amour sacré de la Patrie, Conduis, soutiens nos bras vengeurs Liberté, Liberté chérie, Combats avec tes défenseurs! (bis) Sous nos drapeaux que la victoire Accoure à tes mâles accents, Que tes ennemis expirants Voient ton triomphe et notre gloire! Refrain |